# Dinami
Dinami est une commune italienne de la province de Vibo Valentia, dans la région Calabre.

## Culture

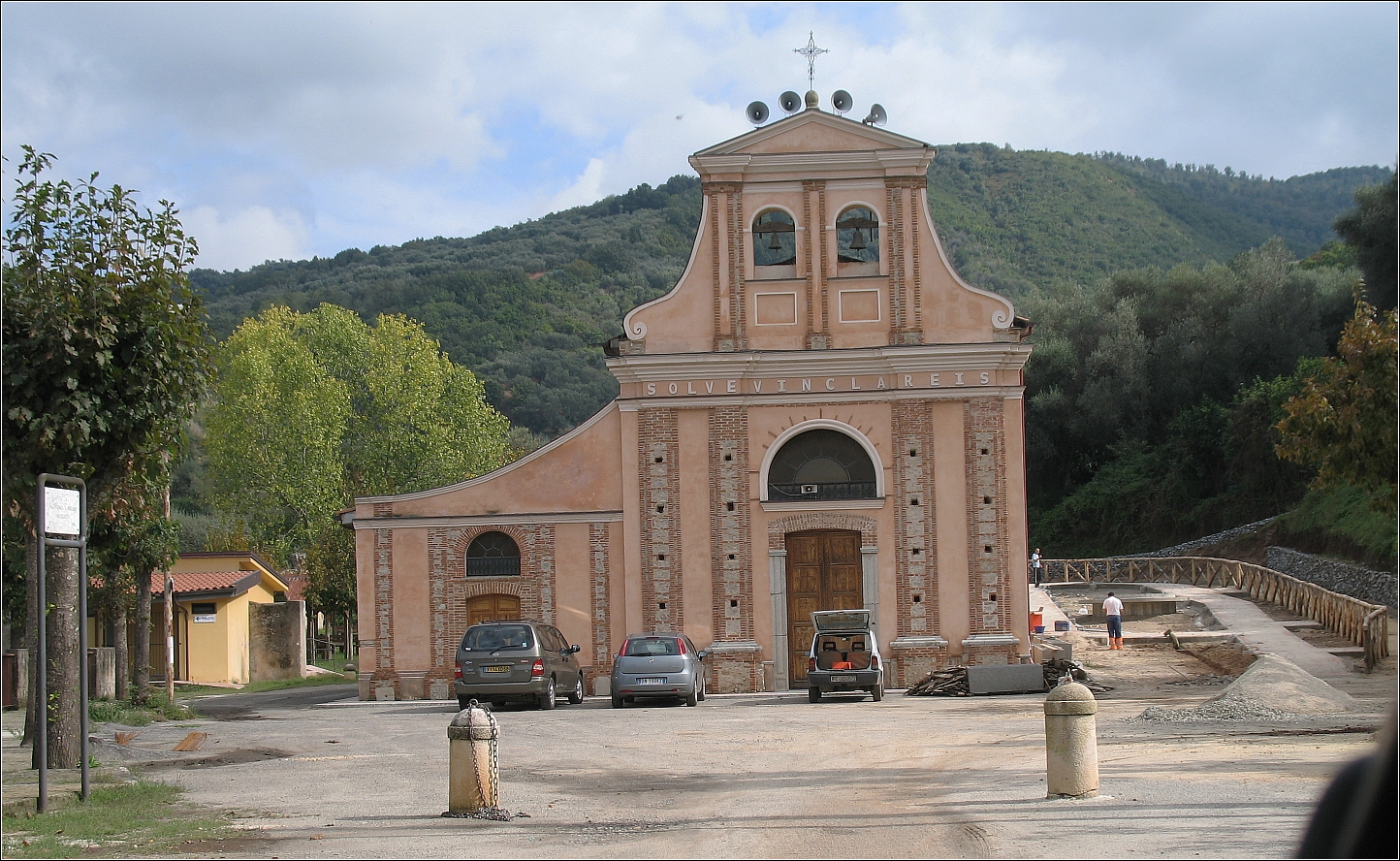
Le sanctuaire Catena

## Administration
| Période                                  | Période  | Identité            | Étiquette | Qualité |
| ---------------------------------------- | -------- | ------------------- | --------- | ------- |
| 15 avril 2008                            | En cours | Francesco Cavallaro |           |         |
| Les données manquantes sont à compléter. |          |                     |           |         |

### Hameaux
Melicuccà, Monsoreto

### Communes limitrophes
Acquaro, Dasà, Gerocarne, San Pietro di Caridà, Serrata